# Baltimore Ravens 2012
La stagione 2012 dei Baltimore Ravens è stata la 17ª della franchigia nella National Football League, coronata dalla seconda vittoria del Super Bowl.
Per la prima volta nella loro storia, i Ravens vinsero per il secondo anno consecutivo la division, con un record di 10–6, qualificandosi per la quinta volta consecutiva per i playoff. Lì raggiunsero la loro seconda finale della AFC consecutiva e si qualificarono per il loro primo Super Bowl dal 2000. Il 3 febbraio 2013 si assicurarono il loro secondo titolo battendo 34–31 i 49ers.
I Ravens dedicarono la stagione all'ex proprietario e fondatore Art Modell, deceduto il 6 settembre 2012. Nella settimana 1, tutti i membri delle squadre indossarono lo stemma con scritto "Art" sui loro caschi. I Ravens lo utilizzarono sulle loro divise per tutto il resto della stagione.
Ray Lewis, l'ultimo membro rimanente della prima stagione dei Ravens nel 1996 e della squadra che aveva vinto il Super Bowl nel 2000, annunciò prima dell'inizio dei playoff che si sarebbe ritirato a fine stagione. La sua ultima partita fu quella della vittoria nel Super Bowl XLVII.

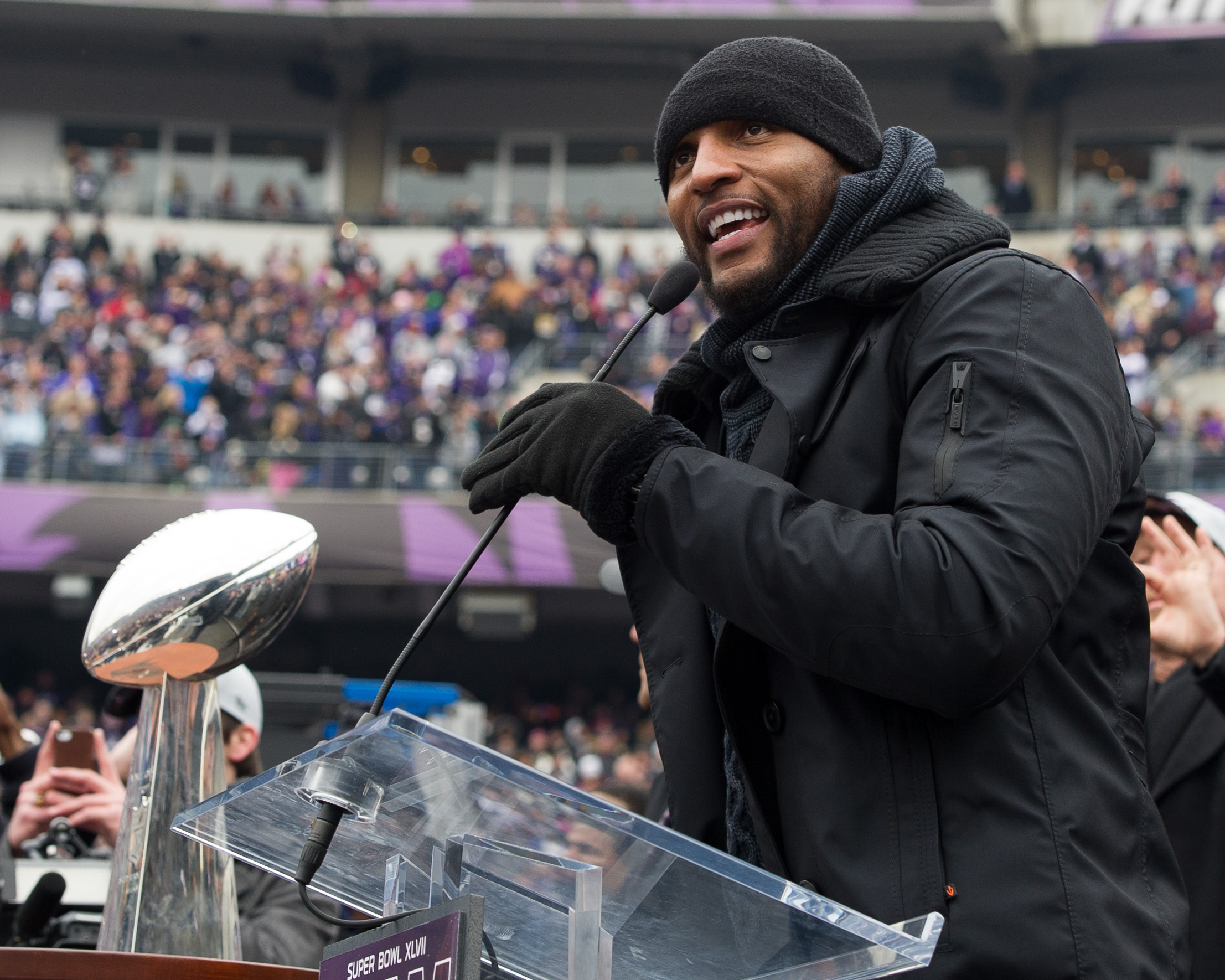
Ray Lewis il 5 febbraio 2013 a Baltimora nei festeggiamenti per la vittoria del Super Bowl.

## Scelte nel Draft 2012
| Giro | Scelta | Giocatore          | Ruolo | College              |
| ---- | ------ | ------------------ | ----- | -------------------- |
| 2    | 35     | Courtney Upshaw    | OLB   | Alabama              |
| 2    | 60     | Kelechi Osemele    | G/T   | Iowa State           |
| 3    | 84     | Bernard Pierce     | RB    | Temple               |
| 4    | 98     | Gino Gradkowski    | G/C   | Delaware             |
| 4    | 130    | Christian Thompson | S     | South Carolina State |
| 5    | 169    | Asa Jackson        | CB    | Cal Poly             |
| 6    | 198    | Tommy Streeter     | WR    | Miami (Fl)           |
| 7    | 236    | DeAngelo Tyson     | DE    | Georgia              |

## Roster
| Roster dei Baltimore Ravens nella stagione 2012 |
| --- |
| Quarterback - 5 Joe Flacco - 2 Tyrod Taylor Running Back - 34 Anthony Allen - 44 Vonta Leach FB - 44 Bernard Pierce - 27 Ray Rice Wide Receiver - 81 Anquan Boldin - 17 Tandon Doss - 12 Jacoby Jones - 16 David Reed - 82 Torrey Smith - 83 Deonte Thompson Tight End - 47 Billy Bajema - 84 Ed Dickson - 88 Dennis Pitta Offensive Linemen - 77 Matt Birk C - 66 Gino Gradkowski G/C - 70 Ramon Harewood T - 78 Bryant McKinnie T - 74 Michael Oher T - 72 Kelechi Osemele T/G - 63 Bobbie Williams G - 73 Marshal Yanda G Defensive Linemen - 62 Terrence Cody DT - 68 Bryan Hall DT - 97 Arthur Jones DT - 96 Ma'ake Kemoeatu NT - 90 Pernell McPhee DE - 92 Haloti Ngata NT - 93 DeAngelo Tyson DE Linebacker - 51 Brendon Ayanbadejo ILB - 56 Josh Bynes ILB - 59 Dannell Ellerbe ILB - 54 Adrian Hamilton OLB - 99 Paul Kruger OLB/DE - 52 Ray Lewis ILB - 53 Albert McClellan OLB - 55 Terrell Suggs OLB/DE - 91 Courtney Upshaw Defensive Back - 23 Chykie Brown CB - 38 Omar Brown S - 37 Sean Considine SS - 24 Corey Graham CB - 32 James Ihedigbo SS - 25 Asa Jackson CB - 39 Chris Johnson CB - 31 Bernard Pollard SS - 20 Ed Reed FS - 22 Jimmy Smith CB - 10 Cary Williams CB Special Team - 46 Morgan Cox LS - 4 Sam Koch P - 9 Justin Tucker K Lista delle riserve - -- Spencer Adkins ILB - 28 Damien Berry RB (IR) - 47 Ricky Brown ILB (IR) - 26 Emanuel Cook SS (IR) - -- Tori Gurley WR - 41 Anthony Levine FS (IR) - 58 Michael McAdoo OLB/DE (IR) - 98 Ryan McBean NT (IR) - 53 Jameel McClain ILB (IR) - -- Swanson Miller NT - -- David Mims OT - 34 Bobby Rainey RB (IR) - 76 Jah Reid OT (IR) - 11 Tommy Streeter WR (IR) - 33 Christian Thompson SS (IR) - -- Steve Watson TE - 21 Lardarius Webb CB (IR) - 15 LaQuan Williams WR (IR) Squadra di allenamento - 49 D. J. Bryant OLB - 42 Nigel Carr OLB - 69 Jack Cornell G/T - 10 Dennis Dixon QB - 60 Antoine McClain G - 45 Lonyae Miller RB - 48 Alex Silvestro TE/DE - 62 Reggie Stephens C/G 53 attivi, 18 inattivi, 8 nella squadra di allenamento, 0 free agent |
| Legenda - I rookie sono in corsivo. - Il primo ruolo è il principale mentre gli eventuali successivi indicano i ruoli secondari. - (IR) sta per Injured Reserve ed indica la lista ristretta per un solo giocatore infortunato che può tornare ad allenarsi dopo la settimana 6 e a rientrare in prima squadra dopo che questa ha giocato 8 partite. - (NF-Inj.) / (NF-Ill.) stanno rispettivamente per Non-Football Injured e Non-Football Illness ed indicano le liste dove viene inserito un giocatore che ha un infortunio o una malattia non dipendente dal football americano. - (PUP) sta per Physically Unable to Perform ed indica la lista dove viene inserito un giocatore mentre è in attesa di recuperare la condizione fisica. Nella stagione regolare dopo la sesta partita giocata dalla propria squadra, il giocatore ha tempo tre settimane per riprendere ad allenarsi, più tre settimane aggiuntive dal suo rientro agli allenamenti per rientrare in prima squadra. |

## Calendario

### Stagione regolare

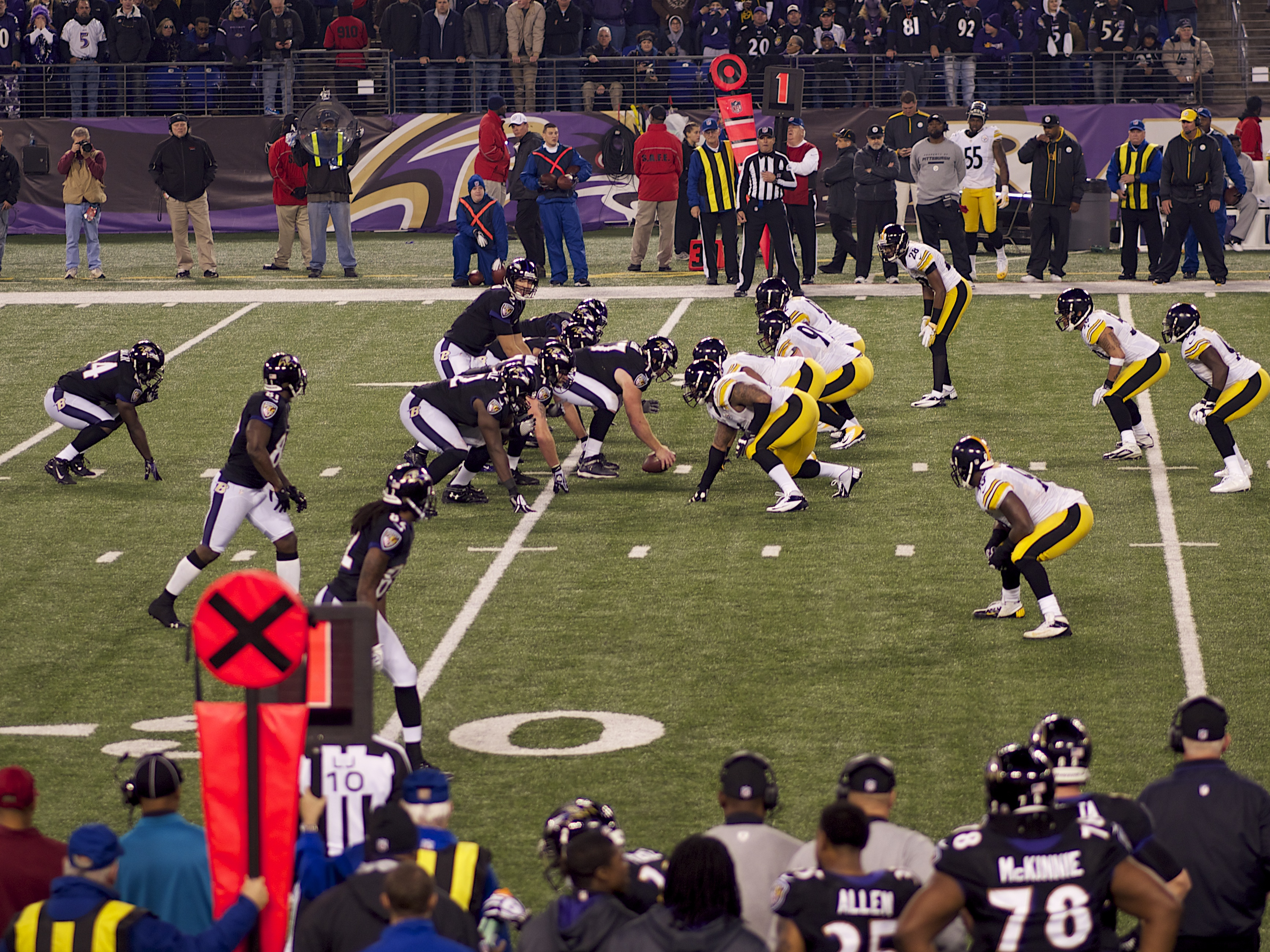
La gara contro Pittsburgh del 2 dicembre.

| Turno | Data               | Ora (ET)           | Avversario             | Risultati          | Risultati          | Stadio                   | TV                 | NFL.com recap      |
| Turno | Data               | Ora (ET)           | Avversario             | Punteggio          | Record             | Stadio                   | TV                 | NFL.com recap      |
| ----- | ------------------ | ------------------ | ---------------------- | ------------------ | ------------------ | ------------------------ | ------------------ | ------------------ |
| 1     | 10/9               | 7:00 p.m.          | Cincinnati Bengals     | V 44–13            | 1–0                | M&T Bank Stadium         | ESPN               | Recap              |
| 2     | 16/9               | 1:00 p.m.          | at Philadelphia Eagles | S 23–24            | 1–1                | Lincoln Financial Field  | CBS                | Recap              |
| 3     | 23/9               | 8:20 p.m.          | New England Patriots   | V 31–30            | 2–1                | M&T Bank Stadium         | NBC                | Recap              |
| 4     | 27/9               | 8:20 p.m.          | Cleveland Browns       | V 23–16            | 3–1                | M&T Bank Stadium         | NFLN               | Recap              |
| 5     | 7/10               | 1:00 p.m.          | at Kansas City Chiefs  | V 9–6              | 4–1                | Arrowhead Stadium        | CBS                | Recap              |
| 6     | 14/10              | 1:00 p.m.          | Dallas Cowboys         | V 31–29            | 5–1                | M&T Bank Stadium         | Fox                | Recap              |
| 7     | 21/10              | 1:00 p.m.          | at Houston Texans      | S 13–43            | 5–2                | Reliant Stadium          | CBS                | Recap              |
| 8     | Settimana di pausa | Settimana di pausa | Settimana di pausa     | Settimana di pausa | Settimana di pausa | Settimana di pausa       | Settimana di pausa | Settimana di pausa |
| 9     | 4/11               | 1:00 p.m.          | at Cleveland Browns    | V 25–15            | 6–2                | Cleveland Browns Stadium | CBS                | Recap              |
| 10    | 11/11              | 1:00 p.m.          | Oakland Raiders        | V 55–20            | 7–2                | M&T Bank Stadium         | CBS                | Recap              |
| 11    | 18/11              | 8:20 p.m.          | at Pittsburgh Steelers | V 13–10            | 8–2                | Heinz Field              | NBC                | Recap              |
| 12    | 25/11              | 4:05 p.m.          | at San Diego Chargers  | V 16–13 DTS        | 9–2                | Qualcomm Stadium         | CBS                | Recap              |
| 13    | 2/12               | 4:25 p.m.          | Pittsburgh Steelers    | S 20–23            | 9–3                | M&T Bank Stadium         | CBS                | Recap              |
| 14    | 9/12               | 1:00 p.m.          | at Washington Redskins | S 28–31 DTS        | 9–4                | FedExField               | CBS                | Recap              |
| 15    | 16/12              | 1:00 p.m.          | Denver Broncos         | S 17–34            | 9–5                | M&T Bank Stadium         | CBS                | Recap              |
| 16    | 23/12              | 4:25 p.m.          | New York Giants        | V 33–14            | 10–5               | M&T Bank Stadium         | Fox                | Recap              |
| 17    | 30/12              | 1:00 p.m.          | at Cincinnati Bengals  | S 17–23            | 10–6               | Paul Brown Stadium       | CBS                | Recap              |

LEGENDA
Gli avversari della propria division sono in grassetto.

### Playoff

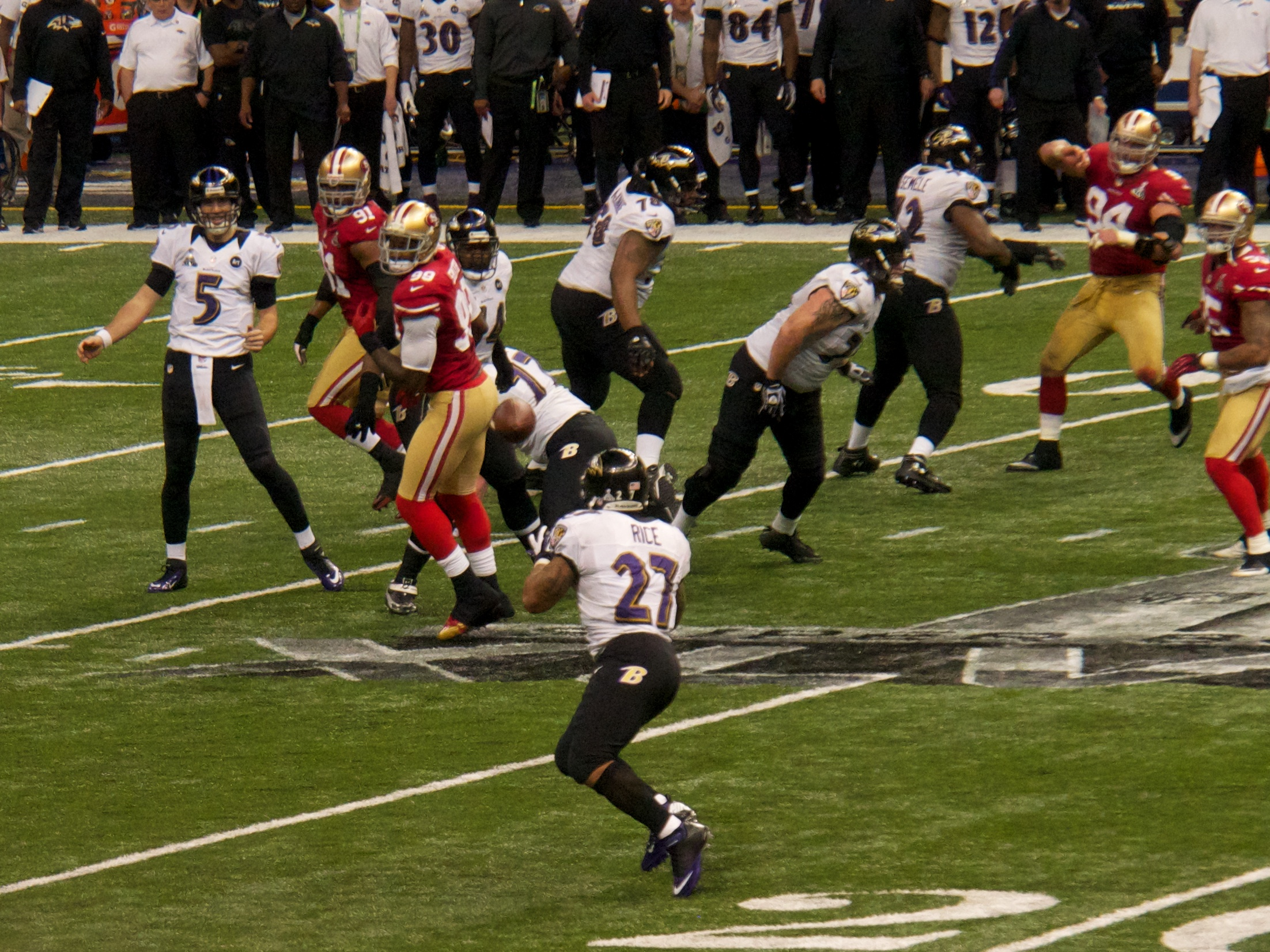
Un passaggio di Joe Flacco per Ray Rice nel Super Bowl XLVII.

| Turno            | Data | Ora (ET)  | Avversario (seed)           | Risultato   | Risultato | Stadio                              | TV  | NFL.com recap |
| Turno            | Data | Ora (ET)  | Avversario (seed)           | Punteggio   | Record    | Stadio                              | TV  | NFL.com recap |
| ---------------- | ---- | --------- | --------------------------- | ----------- | --------- | ----------------------------------- | --- | ------------- |
| Wild Card        | 6/1  | 1:00 p.m. | Indianapolis Colts (5)      | V 24–9      | 1–0       | M&T Bank Stadium                    | CBS | Recap         |
| Divisional       | 12/1 | 4:30 p.m. | at Denver Broncos (1)       | V 38–35 2TS | 2–0       | Sports Authority Field at Mile High | CBS | Recap         |
| AFC Championship | 20/1 | 6:30 p.m. | at New England Patriots (2) | V 28–13     | 3–0       | Gillette Stadium                    | CBS | Recap         |
| Super Bowl XLVII | 3/2  | 6:30 p.m. | vs. San Francisco 49ers (2) | V 34–31     | 4–0       | Mercedes-Benz Superdome             | CBS | Recap         |

## Statistiche

### Leader della squadra
|                    | Giocatore             | Valore     |
| ------------------ | --------------------- | ---------- |
| Yard passate       | Joe Flacco            | 3.817 Yard |
| Touchdown passati  | Joe Flacco            | 22 TD      |
| Yard corse         | Ray Rice              | 1,143 Yard |
| Touchdown su corsa | Ray Rice              | 9 TD       |
| Yard ricevute      | Anquan Boldin         | 921 Yard   |
| Touchdown ricevuti | Torrey Smith          | 8 TD       |
| Punti              | Justin Tucker         | 132 Punti  |
| Yard rit. kickoff  | Jacoby Jones          | 1167 Yard  |
| Yard rit. punt     | Jacoby Jones          | 341 Yard   |
| Tackle             | Bernard Pollard       | 98 Tackle  |
| Sack               | Paul Kruger           | 9,0 Sack   |
| Intercetti         | Cary Williams/Ed Reed | 4 INT      |

## Premi
- Joe Flacco:

MVP del Super Bowl